# Python bivittatus
Python birman
Espèce
Synonymes
- Python molurus bivittatus Kuhl, 1820

Statut de conservation UICN

 VU A2acd : Vulnérable
Statut CITES
Le Python birman ou Python molure birman (Python bivittatus) est une espèce de serpents de la famille des Pythonidae. Il s'agit de l'un des six plus gros serpents du monde, le plus grand spécimen attesté mesurant 5,74 m de long.

## Description

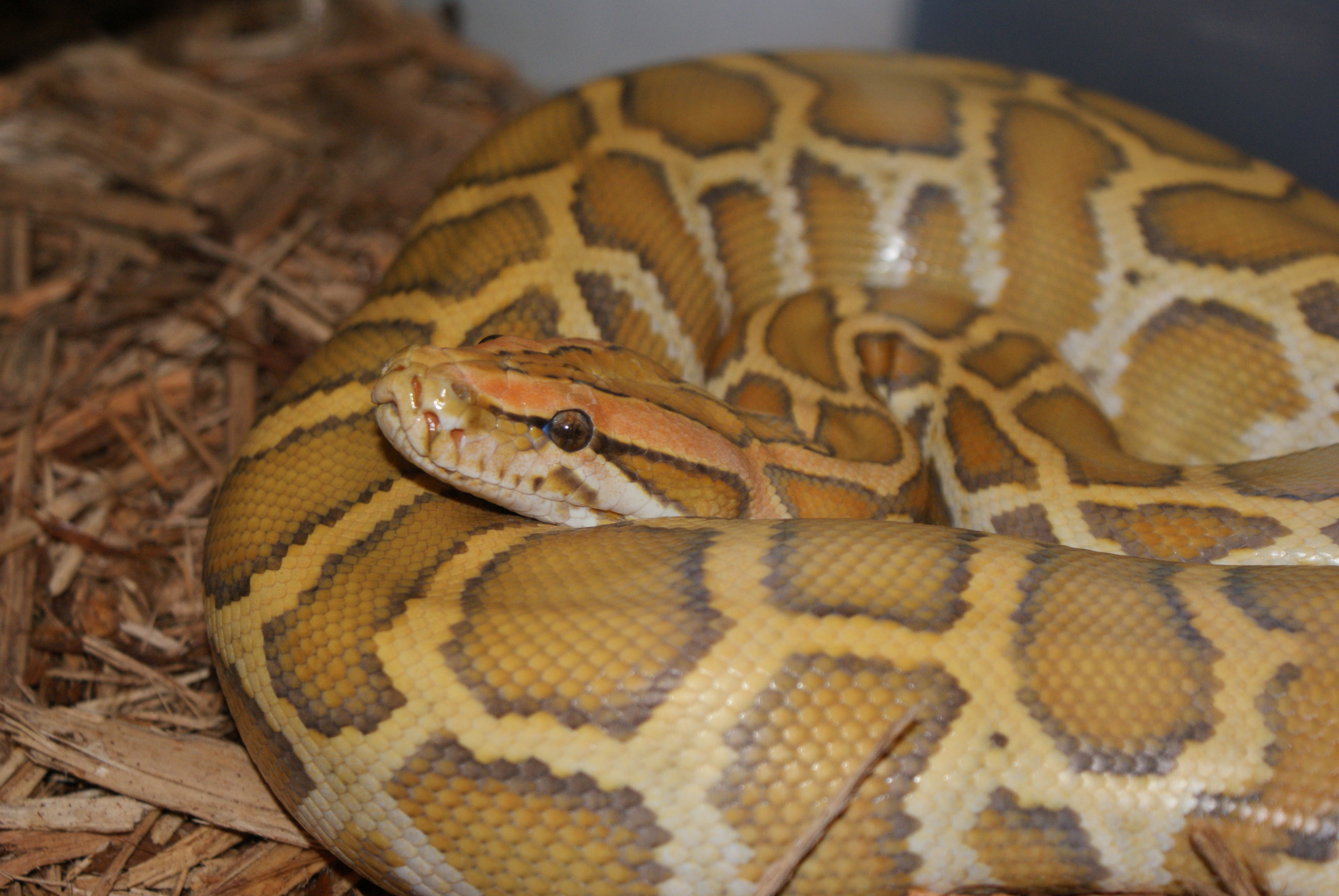
Python birman caramel.

C'est un serpent constricteur ovipare. C'est un gros serpent, l'un des plus gros de la famille des pythons.
Sa livrée originale est constituée de grandes taches brunes sur fond bronze ou jaune rappelant un peu les taches de la girafe. Il a une marque en pointe de flèche sur sa tête.
Dans la nature, cette espèce mesure 3,7 m en moyenne,. Les spécimens dépassant les quatre mètres sont peu communs,, et ceux de plus de cinq mètres rares. 
En captivité, de nombreux signalements douteux ont été faits, et des chercheurs de Chicago révisent en 2012 les différents signalements de records. Ils expliquent qu'il existe un certain engouement populaire autour des records de taille des pythons, avec notamment le cas en 2008 d'une « hystérie médiatique », donnant naissance à un nombre incalculable d'articles de presse rapportant un spécimen énorme, estimé à 7-8 m sans aucune légitimité. Le plus gros spécimen connu avec certitude est une femelle nommée « Baby », du Serpent Safari de Gurnee (Illinois) qui mesurait 5,74 m, mesurée peu après sa mort. 
Sur Java, Bali et Célèbes, il existe des formes naines, avec des individus mesurant en moyenne 2 m sur Bali et au maximum 2,5 m à Célèbes. 
Excellent nageur et grimpeur, il aime les prairies, les marécages, les collines rocheuses, les vallées fluviales et les forêts tropicales avec clairières.

## Alimentation
Ce serpent se nourrit d'oiseaux, de reptiles et de mammifères, dont des singes et des rongeurs. Près des villages et dans la périphérie des villes il mange aussi des volailles, des chiens et des chèvres. Il chasse à l'affût, saisit sa proie et pratique une constriction, bloquant ainsi la circulation du sang et tuant la proie par asphyxie ; puis il l'avale, la tête la première. L'évolution morphologique du crâne grâce à une articulation leur permet d'avaler des proies de grande taille, allant même jusqu'à un cerf adulte. La digestion des grosses proies prend des semaines, voire des mois.

## Répartition et habitat

Zone de distribution.

### Répartition
Cette espèce se rencontre dans le sud du Népal, en Inde, au Bangladesh, en Birmanie, en Thaïlande, au Laos, au Cambodge, au Viêt Nam, dans le sud de la république populaire de Chine (Fujian, Jiangxi, Guangdong, Hainan, Guangxi, Yunnan) et en Indonésie sur les îles de Java, de Bali et de Sulawesi.

### Habitat

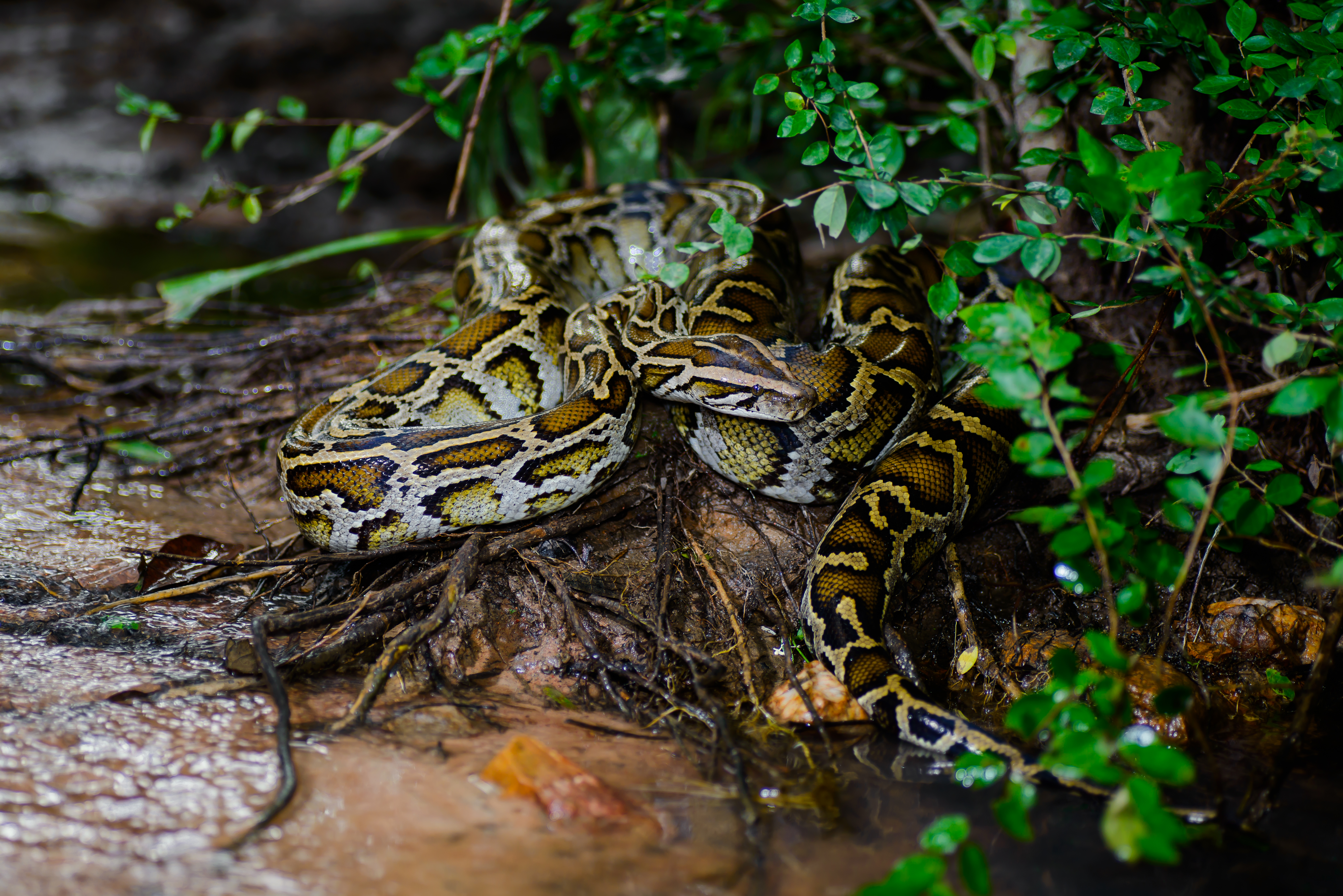
Python birman, parc national de Kaeng Krachan, Thaïlande

Il habite la jungle de plaine et de moyenne montagne, fréquente les régions marécageuses, les rizières, le bord des rivières des forêts tropicales, mais aussi les collines sèches et les abords des habitations. 
Ce serpent passe le plus clair de son temps abrité dans une cavité ou un trou du sol. Étant nocturne, il attend la nuit pour sortir chasser.

### Une espèce invasive
Elle a été introduite en Floride aux États-Unis, où ce serpent a le statut d'espèce invasive. Pas moins de 1 330 pythons birmans ont ainsi été aperçus et capturés dans les Everglades. Selon l'Académie nationale des sciences, les espèces indigènes d'oiseaux, de coyotes et de pumas de Floride se retrouvent menacées par la présence de ces pythons birmans. Une unité d'élite d'une vingtaine de personnes a donc été créée pour éliminer ces derniers, avec une récompense de 50 dollars par serpent. Donna Kalil est la première femme à en faire partie.

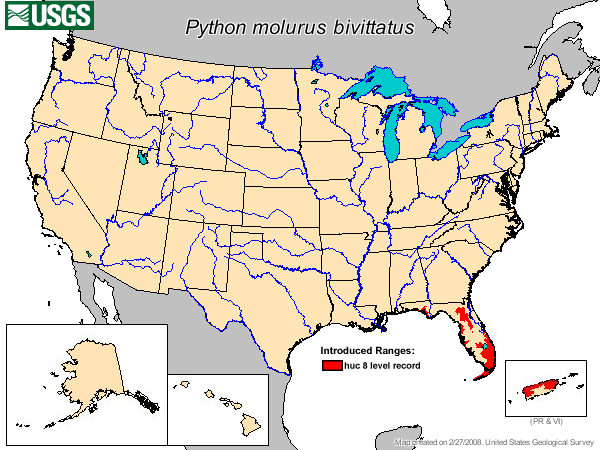
Aire de répartition du python birman aux États-Unis
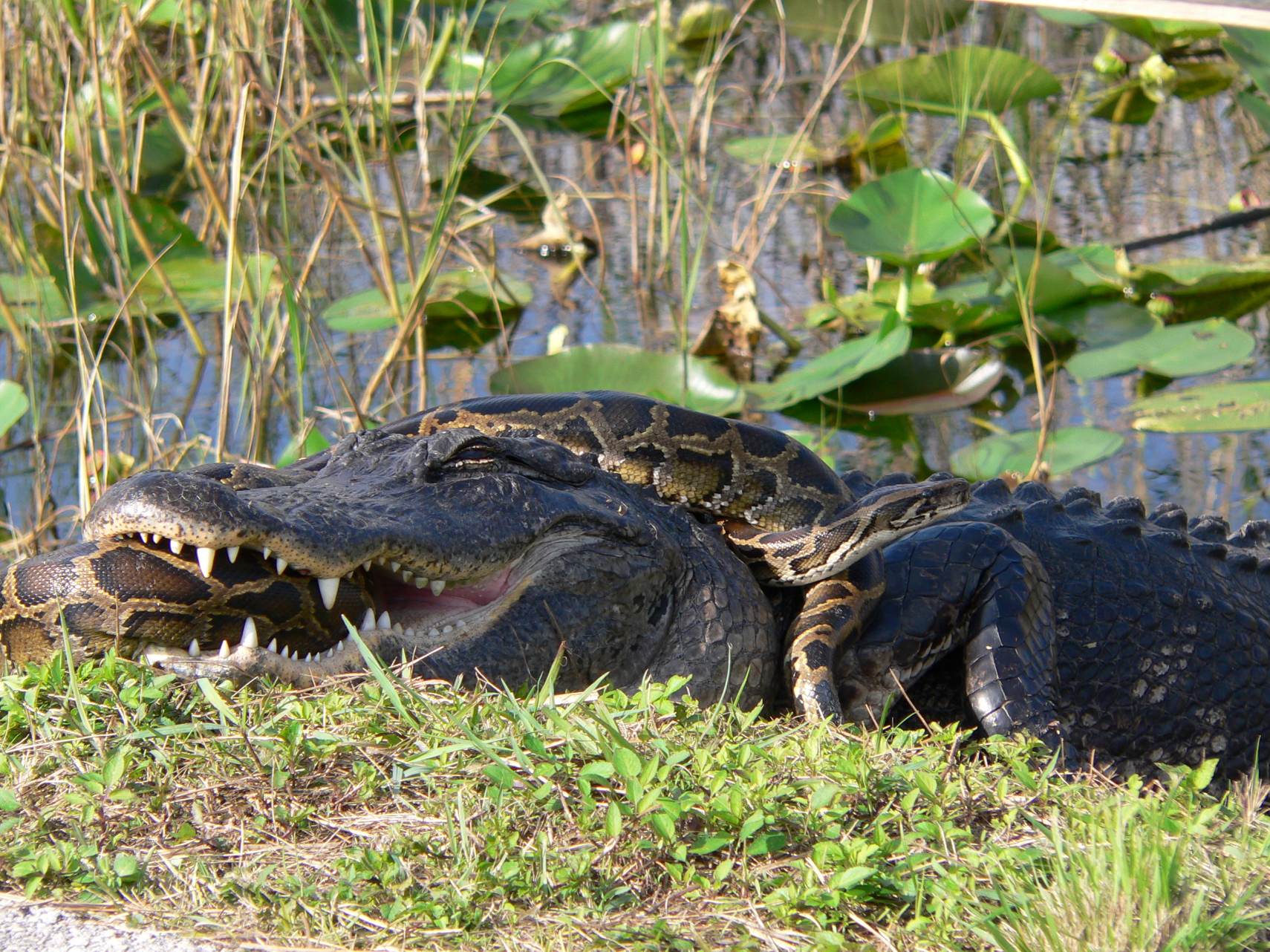
Lutte entre un python birman et un alligator d'Amérique.

### Habitat
Il habite la jungle de plaine et de moyenne montagne, fréquente les régions marécageuses, les rizières, le bord des rivières de forêt, mais aussi les collines sèches et les abords des habitations. Ce serpent passe le plus clair de son temps abrité dans une cavité ou un trou du sol, étant nocturne il attend la nuit pour sortir chasser.

## Reproduction
Sept à huit semaine après l'accouplement, la femelle pond de 20 à 50 œufs, rarement jusqu'à 100, qu'elle enfouit dans un amas en forme de cône puis elle s'enroule autour pour les dissimuler à la vue. Elle les couve pendant deux mois. Si la température chute, la femelle python contracte ses muscles spasmodiquement pour produire une chaleur métabolique qu'elle transfère aux œufs pour en accélérer le développement. La femelle surveille ses œufs et attend qu'ils aient éclos avant de se nourrir. Les petits serpenteaux mesurent à la naissance une cinquantaine de cm et ils peuvent déjà manger des rongeurs et des petits vertébrés.

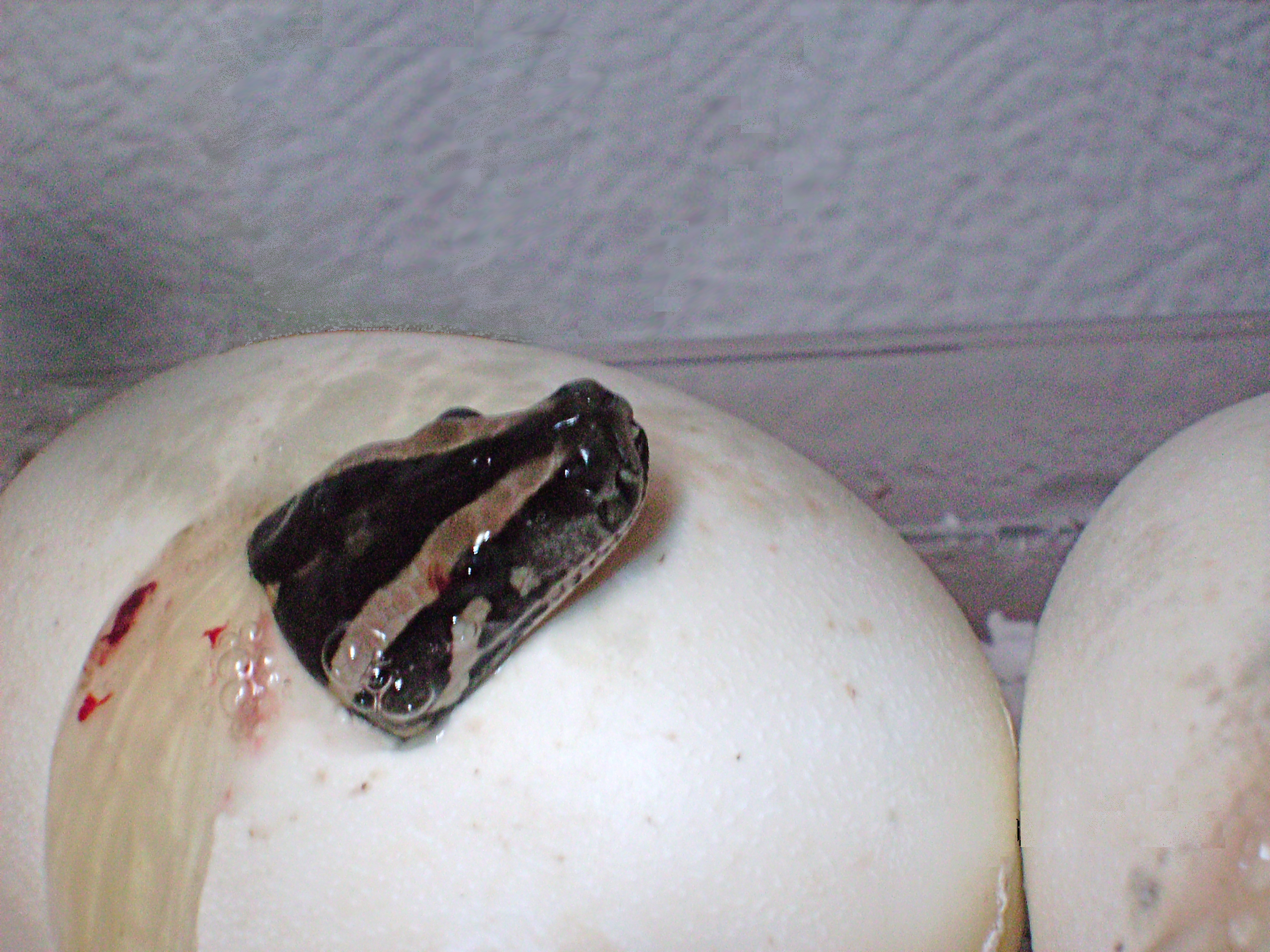
Œuf de python birman.

## Le Python birman et l'Homme
Les populations sauvages de pythons birmans sont menacées par la destruction de leur habitat par les exploitants de bois, les agriculteurs qui agrandissent leurs terres agricoles en déforestant, les constructions de barrages pour produire de l'électricité. Ils sont de plus braconnés pour le commerce de leur peau, pour leur graisse réputée pour avoir des vertus médicinales et aussi parce que leur chair a un goût délicieux quand on la cuisine.

## Taxinomie
La sous-espèce Python molurus bivittatus a été élevée au rang d'espèce en 2009.

## Liste des sous-espèces
Selon The Reptile Database (20 février 2014) :
- Python bivittatus bivittatus Kuhl, 1820
- Python bivittatus progschai Jacobs, Auliya & Böhme, 2009 - Sulawesi

## Publications originales
- Jacobs, Aulyia & Böhme, 2009 : On the Taxonomy of the Burmese Python, Python molurus bivittatus KUHL, 1820, specifically on the Sulawesi Population. Sauria, vol. 31, no 3, p. 5-11.
- Kuhl, 1820 : Beiträge zur Zoologie und vergleichenden Anatomie, p. 1-152 (texte intégral).